# Криворізький автобус
Криворізький автобус — система пасажирських перевезень маршрутними таксі та автобусами у місті Кривий Ріг, один з основних видів громадського транспорту в місті.

## Історія
У грудні 1928 року у відділі окружного планування вперше обговорили необхідність автобусного сполучення між рудниками та центром міста. Прийнято рішення придбати три автобуси з необхідних 26. Міський автобусний транспорт отримав бурхливий розвиток у післявоєнні роки.
Станом на 1969 автобусні парки становили 650 машин, які обслуговували до ста автобусних маршрутів, що з'єднали всі райони міста і більшість селищ. 1969 року щорічний автобусний пасажиропотік складав близько 100 мільйонів чоловік.
1969 року щодня від криворізького автовокзалу вирушало 68 автобусних рейсів за 25 напрямками: до Дніпра відправлявся 21 рейс, до П'ятихатки, Жовтих Вод, Нікополя — по 4 рейси, до Запоріжжя, Харкова, Дніпродзержинська, Олександрії — по 3 рейси, до Києва та Кременчу — по 2 рейси, до Донецька, Іловайська, Бердянськ, Полтаву, Павлоград, Миколаїв, Одесу та Слов'янськ вирушало по одному рейсу.
На 1986 діяло 82 автобусні маршрути, загальною довжиною 1200 км. Автопідприємства міста обслуговували 50 міжміських маршрутів, загальною довжиною 1674 км, у міста: Київ, Харків, Одеса, Кишинів, Дніпро, Донецьк, Євпаторія, Маріуполь. Річний пасажиропотік становив 227 млн осіб.
18 серпня 2023 року місто придбало 10 нових автобусів Güleryüz.

## Підприємства
Автобусну систему обслуговують декілька окремих підприємств, серед яких: КП «Міський тролейбус», ПАТ «Північтранс», ПАТ «Приваттранс», ПП «Одіум-Престиж», ПАТ «ДАТП 11205» та ПАТ «Приват-Автотранс».

## Характеристика

### Оплата
На 2024 рік вартість проїзду маршрутним таксі в межах міста становить 15 грн.
До 2021 року оплата проїзду в автобусах здійснювалася за допомогою готівки або безготівкових коштів через QR-код. Вартість становила 2,5 грн та 1,25 грн пільговий. З 1 травня 2021 року проїзд став безкоштовним для власників картки криворожанина та для отримання проїзного квитка потрібно було додати картку до валідатора, з квітня 2022 року проїзд став безкоштовним для всіх. Наразі співробітники підприємства просять за наявності прикладати картку до валідатора для вивчення пасажиропотоку.

### Маршрути

#### Комунальніелектробуси
| №    | Маршрут | Підприємство |
| ---- | --- | ------------ |
| А1   | Площа Захисників України — вул. Петра Калнишевського — Фабрика «Поліграфіст» — вул. Українська — вул. Тарапаківська — Завод «Рудор» — Школа № 12 — ПК «Карачуни» — Школа № 23 — вул. Івана Доброволського — 4-й мікрорайон Карачуни — ш. Миколаївське — вул. Довженка — м/н Макулан — Готель «Братислава» — Кладовище — вул. Піхотинська — Миколаївське шосе — вул. Пожарського — Осички — на вимогу — станція Кривий Ріг-Західний — ж/м Нижня Антонівка — вул. Сил спеціальних операцій — вул. Верхня Антонівка — вул. Алексєєнко — вул. Мартіна Шимановського — вул. Старовокзальна — Центральний ринок — Площа Захисників України |              |
| А1а  | Площа Захисників України — Центральний ринок — вул. Старовокзальна — вул. Мартіна Шимановського — вул. Сил спеціальних операцій — ж/м Нижня Антонівка — на вимогу — Осички — вул. Пожарського — Миколаївське шосе — вул. Піхотинська — м/н Макулан — Готель «Братислава» — вул. Довженка — ш. Миколаївське — 4-й мікрорайон Карачуни — вул. Івана Добровольського — Школа № 23 — ПК «Карачуни» — Школа № 12 — ДРРЗ, Завод «Рудор» — вул. Тарапаківська — вул. Лавренко — вул. Українська — вул. Петра Калнишевського — Площа Захисників України |              |
| 4А   | м/н 4-й Зарічний — вул. Десантна — Криворізька академіїя патурльної поліції — СШТ «Електрозаводська» — Ринок «Босфор» — станція «Зарічна» — Школа № 125 — Ринок «Габро» — Кільце 129-го кварталу — Студентська — вул. Військового Тилу — Універмаг — Спорткомплекс — Міська лікарня № 16 — ст. Рокувата — вул. Небесної Сотні — Інтернат — вул. Самотічна — Міська лікарня № 8 — Магазин № 66 — Учбовий комбінат — Веселі Терни — вул. Канадська — ДФ-3 ПАТ «ПівнГЗК» — Першотравневий — Автостанція «Терни» — вул. Антона Ігнатченка — Кінотеатр «Схід» — Тернівський райвиконком — Індустріальний технікум — Тернівський хлібозавод — пл. України — РЗФ-1 |              |
| А8   | ст. Кривий Ріг-Головний — Спецбудматеріали — Пасажировагонна ділянка — Розвилка — Поліклініка — ж/м Довгинцеве — Тролейбусне Депо № 2 — Автовокзал — ТРК «Рудана» — Університетська — 96 квартал — Площа 95 квартал — вул. Вільної Ічкерії — Визволителів Кривого Рогу —пл. Володимира Великого — станція «Вечірній Бульвар» — вул. Івана Авраменко — Магазин «Сільпо» — Міська лікарня № 2 — станція «Міська лікарня» — м/н Сонячний — станція «Сонячна» — м/н 5-й Гірницький — бул. Миколи Вороного — Кафе «Степове» — 173 квартал — Автотранспортний коледж — Міська лікарня № 9 — Шахтарська — КРЕС — Райвиконком — м/н 4-й Зарічний — вул. Десантна — м/н 5-й Зарічний — Ринок «габро» — Кільце 129-го кварталу — Світанок — Універмаг — Спорткомплекс — Міська лікарня № 16 — вул. Симона Петлюри — ст. Рокувата — вул. Небесної Сотні — Шахта «Козацька» — Інтернат — вул. Самотічна — Міська лікарня № 8 — Площа Кільцева |              |
| 228  | Площа Захисників України — Центральний ринок — Міська лікарня № 1 — Площа 95 квартал — Вихволителів Кривого Рогу — пл. Володимира Великого — Кінотеатр «Олімп» — вул. Генерала Радієвського — пл. 30-річчя Перемоги — Ювілейна — вул. Спаська — 173 квартал — Міська лікарня № 9 — КРЕС — Суха Балка — Ставки — Універмаг — Спорткомплекс — Міська лікарня № 16 — ст. Рокувата — вул. Небесної Сотні — Шахта «Козацька» — Інтернат — вул. Самотічна — Міська лікарня № 8 — вул. Якуба Коласа — Веселі Терни — ДФ-3 ПАТ «ПівнГЗК» — вул. Криворізьких рятувальників — Першотравневий — Автостанція «Терни» — вул. Пляжна — вул. Доватора — 10-й мікрорайон — Ботанічний сад — Управління ПівнГЗК — РЗФ-1 |              |
| 228А | Площа Захисників України — Центральний ринок — Міська лікарня № 1 — Площа 95 квартал — Вихволителів Кривого Рогу — пл. Володимира Великого — Кінотеатр «Олімп» — вул. Генерала Радієвського — пл. 30-річчя Перемоги — Ювілейна — вул. Спаська — 173 квартал — Міська лікарня № 9 — КРЕС — Суха Балка — Ставки — Універмаг — Спорткомплекс — Міська лікарня № 16 — ст. Рокувата — вул. Небесної Сотні — Шахта «Козацька» — Інтернат — вул. Самотічна — Міська лікарня № 8 — вул. Центральна — вул. Якуба Коласа — Веселі Терни — ДФ-3 ПАТ «ПівнГЗК» — вул. Криворізьких рятувальників — Першотравневий — Автостанція «Терни» — вул. Антона Ігнатченка — Кінотеатр «Схід» — Тернівський райвиконком — Індустріальний технікум — Тернівський хлібозавод — пл. України — РЗФ-1 |              |
| 244  | пр. Південний — Центр надання адміністративних послуг — с. Новоселівка — с. Латівка — вул. Герцена — Рудничне — вул. Герцена — с. Рахманівка — с. Степне |              |
| 302  | Площа Захисників України — Центральний ринок — Міська лікарня № 1 — Площа 95 квартал — Редакція газети "Червоний гірник" — ПАТ «АрселорМіттал Кривий Ріг» — ст. Кривий Ріг — Закалад культури "Народний Дім" — Трампарк — житловий масив Шевченко — Руднична — пр. Південний — Центр надання адміністративних послуг — Дачі ПГЗК — Візірка — Горіховий Гай — Дитячий табір "Олімпієць" — Тир — вул. Миколи Міхновського — Криворізька гімназія №114 — ЦДЮТ "Ріднокрай" — Автостанція «Інгулець» |              |

#### Маршрутне таксі
| №    | Маршрут | Підприємство                                              |
| ---- | --- | --------------------------------------------------------- |
| 2    | Автоцех — Рудник — Управління «ІнГЗК» — Дачна 2 — Дачна 1 — Гаражі — вул. Гірників — Інгулецький райвиконком — пр. Перемоги — Криворізька гімназія № 114 — Інгулецький фаховий коледж — Міська лікарня №17— Криворізький ліцей №127 — Міленіум — Торговельний комплекс — Автостанція «Інгулець» | ПАТ «Північтранс»                                         |
| 3    | Розвилка — Поліклініка — Онкодиспансер — вул. Вечірньокутська — ж/м Довгинцева — Взуттєва фабрика — Тролейбусне депо № 2 — Автовокзал — ТРК «Рудана» — Університетська — 97 квартал — 96 квартал — Площа 95 квартал — Мудрьона — вул. Вільної Ічкерії — Визволителів Кривого Рогу — вул. Філатова — пл. Володимира Великого — Кінотеатр «Олімп» — Готель «Київ» — вул. Генерала Радієвського — пл. 30-річчя Перемоги — м/н Ювилейний — вул. Спаська — Ювілейна — вул. Співдружності — 173 квартал — Автотранспортний коледж — Міська лікарня № 9 — Шахтарська — КРЕС — Райвиконком — вул. Соколина — вул. Гранітна — м/н 4-й Зарічний — вул. Десантна — Криворізька академіїя патурльної поліції — м/н 5-й Зарічний — ТК «Терра» — Ринок «Габро» — Кільце 129го кварталу — Студентська — Світанок — вул. Військового тилу — Універмаг — Спорткомплекс — Палац культури ПАТ "ЦГЗК" — Міська лікарня № 16 — вул. Мусоргського — ст. Рокувата — Рудник ім. Рози Люксембург — вул. Сурикова — Шахта «Гвардійська» — Володимирский — Інтернат — вул. Самотічна — Міська лікарня № 8 — Площа Кільцева | ПАТ «Північтранс»                                         |
| 5    | Площа Кільцева — Міська лікарня № 8 — вул. Самотічна — Інтернат — Житлокооп — Лазня — Прогрес — Шкільний поворот — Циганська — Житломасив імені Чапаєва — вул. Горіхівська — вул. Романівська | ПАТ «Приваттранс»                                         |
| 10   | Автоцех — Рудник — Управління «ІнГЗК» — Дачна 2 — Дачна 1 — Гаражі — вул. Гірників — Інгулецький райвиконком — Автостанція «Інгулець» | ПАТ «Північтранс»                                         |
| 14   | Центральний ринок — Криворізький центральний ліцей — Площа Захисників України — вул. Петра Калнишевського — вул. Кривбасівська — вул. Червнева — Авіаколедж — на вимогу — поворот на с. Надія — на вимогу — с. Мар'янівка — на вимогу — с. Авангард | ПП «Одіум-Престиж»                                        |
| 20   | ст. Кривий Ріг-Головний — Ринок «Довгинцево» — Спецбудматеріали — Школа — вул. Гетьмана Івана Мазепи — вул. Чорнобривців — вул. Володимирівська — Магазин — вул. Футбольна — Залізнична лікарня — вул. Лікарняна — ст. Кривий Ріг-Головний | ПАТ «Північтранс»                                         |
| 21   | ст. Кривий Ріг-Головний — Ринок «Довгинцево» — Спецбудматеріали — Школа — вул. Гетьмана Івана Мазепи — вул. Чорнобривців — вул. Володимирівська — Магазин — вул. Футбольна — вул. Магістральна — вул. Шепетівська — вул. Ірини Вільде — вул. Промислова — на вимогу — вул. Гайдамацька — Кінотеатр «Дружба» — вул. Вернадського — ст. Кривий Ріг-Головний | ПАТ «Північтранс»                                         |
| 27   | Розвилка — Поліклініка — Онкодиспансер — вул. Вечірньокутська — ж/м Довгинцева — Взуттєва фабрика — Тролейбусне депо № 2 — Автовокзал — ТРК «Рудана» — Університетська — 97 квартал — 96 квартал — Площа 95 квартал — Центр надання адміністративних послуг — Редакція газети "Червоний гірник" — Стадіон Металург — Авторинок «Термінал» — ПАТ «АрселорМіттал Кривий Ріг» — ст. Кривий Ріг — Криворізька гімназія №15 ім. М. Решетняка — Закалад культури "Народний Дім" — Трампарк — вул. Галахівська — житловий масив Шевченко — вул. Польова — вул. Чумацький шлях — Руднична — Колективні сади — вул. Промениста — Ринок «ПівдГЗК» — пр. Південний — Амбулаторія №5 — вул. Йосипа Пачоського — Магазин «Астра» — вул. Збагачувальна | ПАТ «Північтранс»                                         |
| 28   | Автостанція «Інгулець» — Інгулецький райвиконком — вул. Гірників — Дачна 1 — Дачна 2 — Управління «ІнГЗК» — Рудник — Автоцех — Рудник — Управління «ІнГЗК» — Дачна 2 — Дачна 1 — Гаражі — вул. Рудна — Піонертабір — Кар'єр — Широке — вул. Надії — вул. Соборна — СМТ Широке | ПАТ «Північтранс»                                         |
| 32   | ст. Рокувата — вул. Семона Петлюри — Міська лікарня № 16 — Спорткомплекс — вул. Федора Караманиць — Універмаг — вул. Військового тилу — Світанок — Студентська — Кільце 129го кварталу — вул. Кропивницького — Ринок «Габро» — ТК «Терра» — м/н 5-й Зарічний — вул. Електрозаводська — Підстанція № 14 — СШТ «Електрозаводська» — СТО — Дизельний завод — Електрозавод — Спецавтобаза — Сільська лікарня — ККХП № 2 — ст. Кривий Ріг-Сортувальний — с. Новопілля |                                                           |
| 35   | Розвилка — Поліклініка — Онкодиспансер — вул. Вечірньокутська — ж/м Довгинцева — Взуттєва фабрика — Тролейбусне депо № 2 — Автовокзал — ТРК «Рудана» — Університетська — 97 квартал — 96 квартал — Площа 95 квартал — Центр надання адміністративних послуг — Редакція газети "Червоний гірник" — Стадіон Металург — Авторинок «Термінал» — ПАТ «АрселорМіттал Кривий Ріг» — ст. Кривий Ріг — Криворізька гімназія №15 ім. М. Решетняка — Закалад культури "Народний Дім" — Трампарк — вул. Галахівська — житловий масив Шевченко — вул. Польова — вул. Чумацький шлях — Руднична — Колективні сади — вул. Промениста — Ринок «ПівдГЗК» — пр. Південний — Амбулаторія №5 — Балка Іванівська — ПАТ «ПГЗК» | ПАТ «Північтранс»                                         |
| 50   | Площа Кільцева — Міська лікарня № 8 — вул. Самотічна — Інтернат — Житлокооп — Лазня — Прогрес — Шкільний поворот — вул. Остоградська — Магазин будматеріалів — вул. Олімпійська — вул. Уточкіна | ПАТ «Північтранс»                                         |
| 57   | Автостанція «Інгулець» — Торговельний комплекс — Міленіум — Криворізький ліцей №127 — Міська лікарня №17 — Інгулецький фаховий коледж — Криворізька гімназія № 114 — пр. Перемоги — Інгулецький райвиконком — вул. Гірників — Гаражі — Дачна 1 — Дачна 2 — Управління «ІнГЗК» — Рудник — Автоцех | ПАТ «Північтранс»                                         |
| 71   | ст. Кривий Ріг-Головний — вул. Володимирська — вул. Вернадського — вул. Вакуленчука — Залізнична лікарня — вул. Футбольна — вул. Сільськгосподарська — Полікліника «Довгинцеве» — вул. Серафимовича — Пасажировагонна ділянка — Спецбудматеріали — Фуражний ринок — Ринок «Довгинцеве» — ст. Кривий Ріг-Головний | ПАТ «Північтранс»                                         |
| 75   | вул. Галахівська — на вимогу — вул. Галахівська — Криворізька гімназія №15 ім. М. Решетняка — ст. Кривий Ріг — вул. Вокзальна — вул. Досвітня — вул. Пісочна — вул. Кобилянського — Центральний ринок — Криворізький центральний ліцей — Площа Захисників України — пр. Поштовий — Міська ДАІ — вул. Цвейга — на вимогу — вул. Дунайська | ПАТ «Північтранс»                                         |
| 79   | ж/м Божедарівка — вул. Федьковича — вул. Литовська — вул. Канарська — вул. Аврамівська — вул. Семона Петлюри — Міська лікарня № 16 — Спорткомплекс — вул. Федора Караманиць — Універмаг — вул. Військового тилу — Світанок — Студентська — Кільце 129го кварталу — вул. Кропивницького — Ринок «Габро» — ТК «Терра» — м/н 5-й Зарічний — Підстанція № 14 — вул. Електрозаводська — СШТ «Електрозаводська» — ВПФ — Заводська | ПАТ «Приват-Автотранс» ПАТ «Приваттранс»                  |
| 80   | Світанок — вул. Військового тилу — Універмаг — Спорткомплекс — Палац культури ПАТ "ЦГЗК" — Міська лікарня № 16 — вул. Аврамівська — Канарська — на вимогу — с. Новоіванівка — Ювілейний-4 — с. Тернуватий Кут — с. Коломійцеве — Психоневрологічний дім-інтернат | ПАТ «Північтранс»                                         |
| 83   | м/н Даманський — вул. Героїв Маріуполя — вул. Андрія Божка — Міська лікарня № 7 — вул. Пляжна — вул. Антона Ігнатченка — Готель «Ювілейний» — Тернівський райвиконком — Індустріальний коледж — Тернівський хлібозавод — пл. України — Управління ПівнГЗК — РЗФ-1 | ПАТ «Приват-Автотранс» ПАТ «ДАТП 11205»                   |
| 201  | м/н Східний-3 — м/н Східний-2 — вул. Лісового — вул. 21-ї бригади Національної гвардії — Школа — м/н Східний-1 — Ресторан «Абсолют» — Автосалон — Магазин «Сільпо» — бул. Вечірній — на вимогу — вул. Івана Авраменка — вул. Павла Глазового — станція «Вечірній Бульвар» — Кінотеатр «Олімп» — пл. Володимира Великого — вул. Філатова — Визволителів Кривого Рогу — вул. Вільної Ічкерії — Мудрьона — Площа 95 квартал — 1-й міський телеканал — Міська лікарня № 1 — пр. Герїв-підпільників — Шахтопрохідка — вул. Балхаська — Центральний ринок — Криворізький центральний ліцей — Площа Захисників України — вул. Петра Калнишевського — Фабрика «Поліграфіст» — вул. Українська | ПАТ «Північтранс»                                         |
| 203  | Розвилка — Поліклініка — Онкодиспансер — вул. Вечірньокутська — ж/м Довгинцева — Взуттєва фабрика — Тролейбусне депо № 2 — Автовокзал — ТРК «Рудана» — Університетська — 97 квартал — 96 квартал — Площа 95 квартал — 1-й міський телеканал — Міська лікарня № 1 — пр. Герїв-підпільників — Шахтопрохідка — вул. Балхаська — Центральний ринок — Криворізький центральний ліцей — Площа Захисників України | ПАТ «Північтранс»                                         |
| 205  | Школа № 23 — ПК «Карачуни» — Пошта — Школа № 12 — Завод «Рудор» — Укрсільгосптехніка — Мясокомбінат — Криворізький молокозавод № 1 — Пивзавод — Прохідна заводу «Констра» — Тарна база — Авіаколедж — вул. Червнева — вул. Кривбасівська — вул. Петра Калнишевського — Площа Захисників України — Криворізький центральний ліцей — Центральний ринок — вул. Балхашська — Шахтопрохідка — пр. Героїв-підпільників — Міська лікарня № 1 — вул. Володимира Бизова — вул. Соборності — Плавальний басейн — Редакція газети "Червоний гірник" — Державний Цирк — вул. Дениса Комара — вул. Олександра Васякіна — Дитяча лікарня № 2 — Магазин «Промінь» — Площа Домнобудівників — Таксопарк — на вимогу — вул. Кокчетавська — Кінотеатр «Дружба» — вул. Вернадського — ст. Кривий Ріг-Головний | ПАТ «Північтранс»                                         |
| 208  | Кільце 129го кварталу — Студентська — Світанок — вул. Військового тилу — вул. Миколи Зінчевського — Ставки — Суха Балка — Монастирська — КРЕС — Шахтарська — Міська лікарня № 9 — Автотранспортний коледж — 173 квартал — Кафе «Степове» — бул. Миколи Вороного — на вимогу — м/н 5-й Гірницький — станція «Сонячна» — м/н Сонячний — станція «Міська лікарня» — Міська лікарня № 2 — Соняна Галерея — Торговельний центр — станція «Вечірній Бульвар» — Кінотеатр «Олімп» — пл. Володимира Великого — вул. Філатова — Визволителів Кривого Рогу — вул. Вільної Ічкерії — Мудрьона — Площа 95 квартал — Центр надання адміністративних послуг — Редакція газети "Червоний гірник" | ПАТ «Приват-Автотранс» ПАТ «Північтранс»                  |
| 209  | ст. Кривий Ріг-Головний — Ринок «Довгинцево» — Спецбудматеріали — Пасажировагонна ділянка — вул. Пуріна — Авторинок — Кладовище центральне — Заводська — Майдан Праці — м/н 5-й Гірницький — на вимогу — бул. Миколи Вороного — Кафе «Степове» — 173 квартал — Автотранспортний коледж — Міська лікарня № 9 — Шахтарська — КРЕС — Монастирська — Суха Балка — Школа № 71 — Міська лікарня № 6 — вул. Анатолія Шершньова — вул. Миколи Зінчевського — вул. Військового тилу — на вимогу — Ринок «Габро» — ТК «Терра» — м/н 5-й Зарічний — Криворізька академіїя патурльної поліції — вул. Десантна — м/н 4-й Зарічний |                                                           |
| 210  | м/н Східний-3 — м/н Східний-2 — вул. Лісового — вул. 21-ї бригади Національної гвардії — Школа — м/н Східний-1 — Ресторан «Абсолют» — Магазин «Сільпо» — Тролейбусне депо № 2 — Автовокзал — ТРК «Рудана» — Університетська — 97 квартал — 96 квартал — Площа 95 квартал — Центр надання адміністративних послуг — Редакція газети "Червоний гірник" — Стадіон Металург — Авторинок «Термінал» — ПАТ «АрселорМіттал Кривий Ріг» — ст. Кривий Ріг — Криворізька гімназія №15 ім. М. Решетняка — Закалад культури "Народний Дім" — Трампарк — вул. Галахівська — житловий масив Шевченко — вул. Польова — вул. Чумацький шлях — Руднична — Колективні сади — вул. Промениста — Ринок «ПівдГЗК» — пр. Південний — Амбулаторія №5 — вул. Йосипа Пачоського — Магазин «Астра» — вул. Збагачувальна | ПАТ «Північтранс»                                         |
| 217  | бул. Вечірній — вул. Генерала Радієвського — Готель «Київ» — Кінотеатр «Олімп» — пл. Володимира Великого — вул. Філатова — Визволителів Кривого Рогу — вул. Вільної Ічкерії — Мудрьона — Площа 95 квартал — 1-й міський телеканал — Міська лікарня № 1 — пр. Герїв-підпільників — Шахтопрохідка — вул. Балхаська — Центральний ринок — Криворізький центральний ліцей — Площа Захисників України — вул. Петра Калнишевського — Фабрика «Поліграфіст» — вул. Українська — Райвиконком — вул. Свято-Миколаївська — вул. Старовокзальна — Автошкола — вул. Старовокзальна — вул. Мартіна Шимановського — вул. Алексєєнко — на вимогу — вул. Верхня Антонівка — м/н Цегельний | ПАТ «Північтранс»                                         |
| 217А | бул. Вечірній — на вимогу — вул. Івана Авраменка — вул. Павла Глазового — станція «Вечірній Бульвар» — Кінотеатр «Олімп» — пл. Володимира Великого — вул. Філатова — Визволителів Кривого Рогу — вул. Вільної Ічкерії — Мудрьона — Площа 95 квартал — 1-й міський телеканал — Міська лікарня № 1 — пр. Герїв-підпільників — Шахтопрохідка — вул. Балхаська — Центральний ринок — Криворізький центральний ліцей — Площа Захисників України — вул. Петра Калнишевського — Фабрика «Поліграфіст» — вул. Українська — Райвиконком — вул. Свято-Миколаївська — вул. Старовокзальна — Автошкола — вул. Старовокзальна — вул. Мартіна Шимановського — вул. Алексєєнко — на вимогу — вул. Верхня Антонівка — м/н Цегельний — Нижня Антонівка — станція Кривий Ріг-Західний Осички — вул. Пожарського — Дачі — вул. Піхотинська — м/н Макулан | ПАТ «Північтранс»                                         |
| 218  | КРЕС — Шахтарська — вул. Кирило-Мефодіївська — Дубова Балка — Психоневрологічний деспансер — Дитяче відділення ПНД — Дачі — с. Верабове | ПАТ «Приват-Автотранс»                                    |
| 223  | м/н Східний-3 — м/н Східний-2 — вул. Лісового — вул. 21-ї бригади Національної гвардії — Школа — м/н Східний-1 — Ресторан «Абсолют» — Автосалон — Магазин «Сільпо» — бул. Вечірній — на вимогу — вул. Івана Авраменка — вул. Павла Глазового — станція «Вечірній Бульвар» — Готель «Київ» — вул. Генерала Радієвського — пл. 30-річчя Перемоги — м/н Ювилейний — вул. Спаська — Ювілейна — вул. Співдружності — 173 квартал — Автотранспортний коледж — Міська лікарня № 9 — Шахтарська — КРЕС — Монастирська — Суха Балка — вул. Миколи Зінчевського — Універмаг — Спорткомплекс | ПАТ «Північтранс»                                         |
| 230  | м/н Сонячний — станція «Міська лікарня» — Міська лікарня № 2 — Соняна Галерея — пл. 30-річчя Перемоги — м/н Ювилейний — вул. Спаська — Ювілейна — вул. Співдружності — 173 квартал — Автотранспортний коледж — Міська лікарня № 9 — Шахтарська — КРЕС — Монастирська — Суха Балка — вул. Миколи Зінчевського — Універмаг — Спорткомплекс — Палац культури ПАТ "ЦГЗК" — Міська лікарня № 16 — вул. Мусоргського — ст. Рокувата — Рудник ім. Рози Люксембург — вул. Сурикова — Шахта «Гвардійська» — Володимирский — Інтернат — вул. Самотічна — Міська лікарня № 8 — Магазин № 66 — вул. Горобинова — вул. Чарівна | ПАТ «Приват-Автотранс» ПАТ «ДАТП 11205»                   |
| 231  | СШТ «Електрозаводська» — вул. Електрозаводська — Підстанція № 14 — м/н 5-й Зарічний — Ринок «Габро» — Кільце 129го кварталу — Студентська — Світанок — вул. Військового тилу — Універмаг — Спорткомплекс — Палац культури ПАТ "ЦГЗК" — Міська лікарня № 16 — вул. Мусоргського — ст. Рокувата — Рудник ім. Рози Люксембург — вул. Сурикова — Шахта «Гвардійська» — Володимирский — Інтернат — вул. Самотічна — Міська лікарня № 8 — Магаизн № 66 — вул. Центральна — Навчальний комбінат — вул. Василя Шкляра — вул. Аліма Солониченка — Веселі Терни — вул. Канадська — ДФ-3 ПАТ «ПівнГЗК» — вул. Криворіщьких рятувальників — Першотравневий — Автостанція «Терни» — вул. Пляжна — Міська лікарня № 7 — вул. Андрія Божка — вул. Героїв Маріуполя — м/н Даманський | ПАТ «Приват-Автотранс» ПАТ «ДАТП 11205» ПАТ «Північтранс» |
| 240  | Кільце 129го кварталу — вул. Кропивницького — Ринок «Габро» — ТК «Терра» — м/н 5-й Зарічний — Криворізька академіїя патурльної поліції — вул. Десантна — м/н 4-й Зарічний — вул. Гранітна — вул. Соколина — Райвиконком — КРЕС — Шахтарська — Міська лікарня № 9 — Автотранспортний коледж — 173 квартал — вул. Співдружності — Ювілейна — вул. Спаська — м/н Ювилейний — пл. 30-річчя Перемоги — вул. Генерала Радієвського — Готель «Київ» — Кінотеатр «Олімп» — пл. Володимира Великого — вул. Філатова — Визволителів Кривого Рогу — вул. Вільної Ічкерії — Мудрьона — Площа 95 квартал — 1-й міський телеканал — Міська лікарня № 1 — пр. Герїв-підпільників — Шахтопрохідка — вул. Балхаська — Центральний ринок — Криворізький центральний ліцей — Площа Захисників України |                                                           |
| 246  | Центральний ринок — Криворізький центральний ліцей — Площа Захисників України — вул. Петра Калнишевського — вул. Шевченка — вул. Новопокровська — вул. Василя Стуса — УТОС — Вугільний склад — на вимогу — вул. Гончарна — на вимогу — вул. Героїв оборони Харкова — ж/м Карнаватка | ПП «Одіум-Престиж»                                        |
| 247  | Центральний ринок — Криворізький центральний ліцей — Площа Захисників України — вул. Петра Калнишевського — вул. Шевченка — вул. Новопокровська — вул. Василя Стуса — Школа № 2 — вул. Злагоди — вул. Геологічна — Турбінний завод «Констра» | ПП «Одіум-Престиж»                                        |
| 250  | Ринок «Босфор» — станція «Зарічна» — Кафе «Трактир» — Інтернат № 2 — Школа № 125 — Ринок «Габро» — ТК «Терра» — м/н 5-й Зарічний — Криворізька академіїя патурльної поліції — вул. Десантна — м/н 4-й Зарічний — вул. Гранітна — вул. Соколина — Райвиконком — КРЕС — Шахтарська — Міська лікарня № 9 — Автотранспортний коледж — 173 квартал — вул. Співдружності — Ювілейна — Кінотетр «Юність» — ж/м Першотравневе — Шахта «Батьківщина» — Техбаза — Світлогірська — Шахта «Північна» — вул. Льотчиків — Визволителів Кривого Рогу — вул. Вільної Ічкерії — Мудрьона — Площа 95 квартал — Центр надання адміністративних послуг — Редакція газети "Червоний гірник" | ПАТ «Приват-Автотранс» ПАТ «ДАТП 11205» ПАТ «Північтранс» |
| 255  | м/н Індустріальний — Майдан Праці — м/н 5-й Гірницький — на вимогу — бул. Миколи Вороного — Кафе «Степове» — 173 квартал — вул. Співдружності — Ювілейна — вул. Спаська — м/н Ювилейний — пл. 30-річчя Перемоги — вул. Генерала Радієвського — Готель «Київ» — Кінотеатр «Олімп» — пл. Володимира Великого — вул. Філатова — Визволителів Кривого Рогу — вул. Вільної Ічкерії — Мудрьона — Площа 95 квартал — Центр надання адміністративних послуг — Редакція газети "Червоний гірник" — Стадіон Металург — Авторинок «Термінал» — ПАТ «АрселорМіттал Кривий Ріг» — ст. Кривий Ріг | ПП «Одіум-Престиж»                                        |
| 261  | 173 квартал — вул. Співдружності — Ювілейна — вул. Спаська — м/н Ювилейний — пл. 30-річчя Перемоги — вул. Генерала Радієвського — Готель «Київ» — Кінотеатр «Олімп» — пл. Володимира Великого — вул. Філатова — Визволителів Кривого Рогу — вул. Вільної Ічкерії — Мудрьона — Площа 95 квартал — Центр надання адміністративних послуг — Редакція газети "Червоний гірник" — Стадіон Металург — Авторинок «Термінал» — ПАТ «АрселорМіттал Кривий Ріг» — ст. Кривий Ріг — Криворізька гімназія №15 ім. М. Решетняка — Закалад культури "Народний Дім" — Трампарк — вул. Галахівська — житловий масив Шевченко — вул. Польова — вул. Чумацький шлях — Руднична — Колективні сади — вул. Промениста — Ринок «ПівдГЗК» — пр. Південний — Амбулаторія №5 — вул. Йосипа Пачоського — Магазин «Астра» — вул. Збагачувальна | ПАТ «Північтранс»                                         |
| 264  | Державний Цирк — вул. Дениса Комара — вул. Олександра Васякіна — Дитяча лікарня № 2 — Магазин «Промінь» — Площа Домнобудівників — Таксопарк — на вимогу — вул. Кокчетавська — Кінотеатр «Дружба» — вул. Гайдамацька — 5-й км — 6-й км — 7-й км — Будка — на вимогу — Військове містечко — ж/м Калініне — Пляжна — Дачі КЦРЗ | ПП «Одіум-Престиж»                                        |
| 265  | Державний Цирк — вул. Дениса Комара — вул. Олександра Васякіна — Дитяча лікарня № 2 — Магазин «Промінь» — Площа Домнобудівників — Таксопарк — на вимогу — вул. Кокчетавська — Кінотеатр «Дружба» — вул. Гайдамацька — 5-й км — 6-й км — 7-й км — Будка — вул. Варвари Головченко — вул. Мелітопольська — вул. Сергія Параджанова — на вимогу — ст. Незалежна — на вимогу — Дачі КЦРЗ | ПП «Одіум-Престиж»                                        |
| 269  | ст. Кривий Ріг-Головний — вул. Володимирська — вул. Вернадського — Кінотеатр «Дружба» — вул. Гайдамацька — 5-й км — 6-й км — 7-й км — Будка — вул. Варвари Головченко — вул. Мелітопольська — вул. Сергія Параджанова — на вимогу — ст. Незалежна | ПП «Одіум-Престиж»                                        |
| 274  | ст. Кривий Ріг — ПАТ «АрселорМіттал Кривий Ріг» — авторинок «Термінал» — ТОВ «Домнамсервіс» — Коксохімзавод — ст. Східна — Підстанція № 23 — ст. Проміжна — ПАТ «АрселорМіттал Кривий Ріг» — Зелене містечко — ДП-9 — УВП-40 — на вимогу — ж/м ім. Ілліча | ПАТ «Північтранс»                                         |
| 286  | ст. Кривий Ріг-Головний — вул. Володимирська — вул. Вернадського — Кінотеатр «Дружба» — на вимогу — Таксопарк — Площа Домнобудівників — Магазин «Промінь» — Дитяча лікарня № 2 — вул. Олександра Васякіна — вул. Дениса Комара — Державний Цирк — Редакція газети "Червоний гірник" — Стадіон Металург — Авторинок «Термінал» — ПАТ «АрселорМіттал Кривий Ріг» — ст. Кривий Ріг — вул. Вокзальна — вул. Досвітня — вул. Пісочна — вул. Кобилянського — Центральний ринок — Ліцей — Площа Захисників України | ПАТ «Північтранс»                                         |
| 295  | м/н Індустріальний — Майдан Праці — м/н 5-й Гірницький — станція «Сонячна» — м/н Сонячний — станція «Міська лікарня» — Міська лікарня № 2 — Соняна Галерея — Торговельний центр — бул. Вечірній — станція «Вечірній Бульвар» — вул. Павла Глазового — вул. Івана Авраменко — Тролейбусне депо № 2 — Автовокзал — ТРК «Рудана» — на вимогу — КНУ — Редакція газети "Червоний гірник" — Стадіон Металург — Авторинок «Термінал» — ПАТ «АрселорМіттал Кривий Ріг» — ст. Кривий Ріг — вул. Вокзальна — вул. Досвітня — вул. Пісочна — вул. Кобилянського — Центральний ринок — Криворізький центральний ліцей — Площа Захисників України — вул. Петра Калнишевського — вул. Кривбасівська — вул. Червенева — Авіаколедж — Тарна база — Прохідна заводу «Констра» — Пивзавод — Криворізький молокозавод № 1 — Мясокомбінат — Укрсільгосптехніка — Завод «Рудор» — Школа № 12 — Пошта — ПК «Карачуни» — Школа № 23 — вул. Івана Добровольского — 4-й мікрорайон Карачуни | ПАТ «Північтранс»                                         |
| 303  | Міська лікарня № 16 — Спорткомплекс — вул. Федора Караманиць — Універмаг — вул. Миколи Зінчевського — Ставки — Суха Балка — Монастриська — КРЕС — Шахтарська — Міська лікарня № 9 — Автотранспортний коледж — 173 квартал — Кафе «Степове» — бул. Миколи Вороного — на вимогу — м/н 5-й Гірницький — Майдан Праці — Заводська — ВПФ | ПАТ «Приват-Автотранс» ПАТ «Північтранс»                  |
| 307  | ст. Кривий Ріг-Головний — вул. Володимирська — вул. Вернадського — Кінотеатр «Дружба» — на вимогу — Таксопарк — Площа Домнобудівників — Темп — ТРК «Рудана» — Університетська — 97 квартал — 96 квартал — Площа 95 квартал — Мудрьона — вул. Вільної Ічкерії — Визволителів Кривого Рогу — вул. Філатова — пл. Володимира Великого — Кінотеатр «Олімп» — Готель «Київ» — вул. Генерала Радієвського — пл. 30-річчя Перемоги — м/н Ювилейний — вул. Спаська — Ювілейна | ПАТ «Північтранс»                                         |
| 312  | м/н Сонячний — на вимогу — м/н Сонячний — станція «Міська лікарня» — Міська лікарня № 2 — Соняна Галерея — Торговельний центр — бул. Вечірній — станція «Вечірній Бульвар» — Кінотеатр «Олімп» — пл. Володимира Великого — вул. Філатова — Визволителів Кривого Рогу — вул. Вільної Ічкерії — Мудрьона — Площа 95 квартал — 1-й міський телеканал — Міська лікарня № 1 — пр. Герїв-підпільників — Шахтопрохідка — вул. Балхаська — Центральний ринок — Криворізький центральний ліцей — Площа Захисників України — вул. Петра Калнишевського — Фабрика «Поліграфіст» — вул. Українська — вул. Лавренка — МОДР — Завод «Рудор» — Школа № 12 — Пошта — ПК «Карачуни» — Школа № 23 — вул. Івана Добровольского — 4-й мікрорайон Карачуни — Миколаївське шосе — 4-й мікрорайон Карачуни | ПАТ «Приват-Автотранс» ПАТ «Північтранс»                  |
| 341  | пр. Південний — Інгулецький райвиконком — Центр надання адміністративних послуг — вул. Переяславська — Криворізька загальноосвітня школа №67 — вул. Туринська | ПАТ «Північтранс»                                         |
| 397  | Площа Захисників України — Криворізький центральний ліцей — Центральний ринок — вул. Балхашська — Шахтопрохідка — пр. Героїв-підпільників — Міська лікарня № 1 — 1-й міський телеканал — Площа 95 квартал — Мудрьона — вул. Вільної Ічкерії — Визволителів Кривого Рогу — вул. Льотчиків — Шахта «Північна» — Світлогірська — Техбаза — Шахта «Батьківщина» — вул. Дениса Фадеєва — Кінотеатр «Юність» — вул. Спаська — Ювілейна — вул. Співдружності — 173 квартал — Автотранспортний коледж — Міська лікарня № 9 — Шахтарська — КРЕС — Райвиконком — вул. Соколина — вул. Гранітна — м/н 4-й Зарічний — вул. Десантна — Криворізька академіїя патурльної поліції — м/н 5-й Зарічний — ТК «Терра» — Школа № 125 — Інтернат № 2 — Кафе «Трактир» — станція «Зарічна» — Ринок «Босфор» | ПАТ «Північтранс»                                         |
| 422  | Державний Цирк — вул. Дениса Комара — вул. Олександра Васякіна — Дитяча лікарня № 2 — Магазин «Промінь» — Площа Домнобудівників — Таксопарк — на вимогу — вул. Кокчетавська — Кінотеатр «Дружба» — вул. Гайдамацька — 5-й км — 6-й км — 7-й км — Будка — вул. Варвари Головченко — вул. Мелітопольська — вул. Сергія Параджанова — на вимогу — Дачі КЦРЗ — с. Львів — с. Новомар'янівське — с. Новий Шлях — с. Веселе — с. Нова Зоря — с. Веселе | ПП «Одіум-Престиж»                                        |
| 428  | ст. Рокувата — вул. Семона Петлюри — Міська лікарня № 16 — Спорткомплекс — вул. Федора Караманиць — Універмаг — вул. Військового тилу — Світанок — Студентська — Кільце 129го кварталу — вул. Кропивницького — Ринок «Габро» — ТК «Терра» — м/н 5-й Зарічний — Підстанція № 14 — вул. Електрозаводська — СШТ «Електрозаводська» — СТО — Дизельний завод — Електрозавод — Спецавтобаза — Сільська лікарня — ККХП № 2 — ст. Кривий Ріг-Сортувальний — с. Новопілля | ПАТ «Північтранс»                                         |
| 479  | пр. Південний — Інгулецький райвиконком — Центр надання адміністративних послуг — с. Латівка — Вибухпром — Відгодівельний комбінат — Дачі ПГЗК — Візірка — Горіхий Гай — Кар'єр — Дитячий табір "Олімпієць" — Тир — Інтернат — вул. Миколи Міхновського — Криворізька гімназія № 114 — Інгулецький фаховий коледж — ЦДЮТ "Ріднокрай" — Торговельний комплекс — Автостанція «Інгулець» | ПАТ «Північтранс»                                         |

#### Приміський автобус
| №   | Маршрут | Підприємство       |
| --- | --- | ------------------ |
| 400 | Автостанція № 2 — вул. Довженка — с. Мусіївка — с. Данилівка — Казарма — с. Червоний Ранок — ст. Гейківка — ст. Гейківка (Лікарня) — с. Новий Кременчук | ПАТ «Північтранс»  |
| 401 | Автостанція № 2 — вул. Довженка — с. Мусіївка — с. Данилівка — Казарма — с. Червоний Ранок — ст. Гейківка — с. Ранній Ранок | ПАТ «Північтранс»  |
| 402 | Автостанція № 2 — вул. Довженка — с. Мусіївка — с. Данилівка | ПАТ «Північтранс»  |
| 403 | Автостанція № 2 — вул. Довженка — с. Мусіївка — с. Данилівка — Казарма — с. Новий Світ — с. Кудашівка — Теремок — на вимогу — Маяк — с. Софіївка — с. Христофорівка | ПАТ «Північтранс»  |
| 404 | Автостанція № 2 — вул. Довженка — с. Мусіївка — с. Данилівка — Казарма — с. Новий Світ — с. Кудашівка — Теремок — на вимогу — Маяк — с. Софіївка — на вимогу — с. Іванівка | ПАТ «Північтранс»  |
| 405 | Автостанція № 2 — Криворізький центральний ліцей — Площа Захисників України — вул. Петра Калнишевського — вул. Кривбасівська — вул. Червнева — Авіаколедж — на вимогу — поворот на с. Надія — на вимогу — с. Мар'янівка — АЗС — Голуба Бухта — на вимогу — Зарічний — на вимогу — с. Лозуватка — с. Тернівка — с. Грузьке — с. Новолозуватка — с. Софіївка — с. Анастасівка                                                         | ПАТ «Північтранс»  |
| 407 | Автостанція № 2 — Криворізький центральний ліцей — Площа Захисників України — вул. Петра Калнишевського — вул. Кривбасівська — вул. Червнева — Авіаколедж — на вимогу — поворот на с. Надія — на вимогу — с. Мар'янівка — АЗС — Голуба Бухта — на вимогу — Зарічний — с. Чкаловка (вул. Суворова) — с. Чкаловка — с. Чкаловка (Центр) — с. Чкаловка (на вимогу) — с. Чкаловка (на вимогу) — с. Радіонівка — с. Інгулець — с. Дружба | ПАТ «Північтранс»  |
| 409 | Автостанція № 2 — Криворізький центральний ліцей — Площа Захисників України — вул. Петра Калнишевського — вул. Кривбасівська — вул. Червнева — Авіаколедж — на вимогу — поворот на с. Надія — на вимогу — с. Мар'янівка — АЗС — Голуба Бухта — на вимогу — Зарічний — на вимогу — с. Лозуватка | ПАТ «Північтранс»  |
| 410 | ст. Кривий Ріг — Центральний ринок — Площа Захисників України — с. Мар'янівка — с. Лозуватка — с. Базарове — с. Новоганівка | ПАТ «Північтранс»  |
| 413 | Автостанція № 2 — Криворізький центральний ліцей — Площа Захисників України — вул. Петра Калнишевського — вул. Кривбасівська — вул. Червнева — Авіаколедж — на вимогу — с. Вільне(вул. Шевченка) — с. Вільне | ПАТ «Північтранс»  |
| 414 | Автостанція № 2 — Криворізький центральний ліцей — Площа Захисників України — вул. Петра Калнишевського — вул. Кривбасівська — вул. Червнева — Авіаколедж — на вимогу — поворот на с. Надія — на вимогу — с. Мар'янівка — АЗС — Голуба Бухта — на вимогу — Зарічний — на вимогу — с. Лозуватка — с. Тернівка — с. Грузьке — с. Новолозуватка — с. Софіївка — с. Христофорівка                                                       | ПАТ «Північтранс»  |
| 420 | Автостанція № 2 — вул. Кобилянського — вул. Пісочна — вул. Досвітня — станція Кільцева — Авторинок «Термінал» — Державний Цирк — вул. Дениса Комара — вул. Олександра Васякіна — Дитяча лікарня № 2 — Магазин «Промінь» — Площа Домнобудівників — Таксопарк — Нікопольське шосе — на вимогу — с. Радушне (на вимогу) — с. Радушне                                                                                                   | ПП «Одіум-Престиж» |
| 445 | Веселі Терни — с. Шевченківське — на вимогу — с. Кам'яне поле (на вимогу) — с. Кам'яне поле | ПАТ «Північтранс»  |
| 493 | пр. Південний — Інгулецький райвиконком — Центр надання адміністративних послуг — с. Латівка — с. Новолатівка — Інгулець — Відгодівельний комбінат — СМТ Широке | ПАТ «Північтранс»  |
| 504 | пр. Південний — Інгулецький райвиконком — Центр надання адміністративних послуг — с. Латівка — Вибухпром — Відгодівельний комбінат — СМТ Широке | ПАТ «Північтранс»  |

### Скасовані маршрути
| №    | Маршрут | Підприємство            |
| ---- | --- | ----------------------- |
| 9    | Кільце 129го кварталу — Студентська — Світанок — вул. Військового тилу — вул. Миколи Зінчевського — Ставки — Суха Балка — Монастирська — КРЕС — Шахтарська — вул. Кирило-Мефодіївська — Дубова Балка — Психоневрологічний деспансер — Дитяче відділення ПНД — вул. Дениса Фадеєва — Шахта «Батьківщина» — вул. Льотчиків — Визволителів Кривого Рогу — вул. Вільної Ічкерії — Мудрьона — Площа 95 квартал — Центр надання адміністративних послуг — Редакція газети "Червоний гірник" — Стадіон Металург — Авторинок «Термінал» — ПАТ «АрселорМіттал Кривий Ріг» — ст. Кривий Ріг — Криворізька гімназія №15 ім. М. Решетняка — Закалад культури "Народний Дім" — Трампарк — вул. Галахівська — житловий масив Шевченко — вул. Польова — вул. Чумацький шлях — Руднична — Колективні сади — вул. Промениста — Ринок «ПівдГЗК» — пр. Південний — Амбулаторія №5 — Балка Іванівська — ПАТ «ПГЗК» | ПАТ «Північтранс»       |
| 11   | Кільце 129го кварталу — Студентська — Світанок — вул. Військового тилу — вул. Миколи Зінчевського — Ставки — Суха Балка — Монастирська — КРЕС — Шахтарська — Міська лікарня № 9 — Автотранспортний коледж — 173 квартал — вул. Покровська — Кінотеатр «Юність» — вул. Дениса Фадеєва — Шахта «Батьківщина» — вул. Льотчиків — Визволителів Кривого Рогу — вул. Вільної Ічкерії — Мудрьона — Площа 95 квартал — Центр надання адміністративних послуг — Редакція газети "Червоний гірник" — Стадіон Металург — Авторинок «Термінал» — ПАТ «АрселорМіттал Кривий Ріг» — ст. Кривий Ріг — Криворізька гімназія №15 ім. М. Решетняка — Закалад культури "Народний Дім" — Трампарк — вул. Галахівська — житловий масив Шевченко — вул. Польова — вул. Чумацький шлях — Руднична — Колективні сади — вул. Промениста — Ринок «ПівдГЗК» — пр. Південний — Амбулаторія №5 — Балка Іванівська — ПАТ «ПГЗК» | ПАТ «Північтранс»       |
| 15   | вул. Незалежності України — на вимогу — вул. 21-ї бригади Національної гвардії — Школа — м/н Східний-1 — Тролейбусне депо № 2 — Автовокзал — вул. Героїв АТО — 1001 дрібниця — Дитяча лікарня № 2 — вул. Олександра Васякіна — вул. Дениса Комара — Державний Цирк — Редакція газети "Червоний гірник" — Стадіон Металург — Авторинок «Термінал» — ПАТ «АрселорМіттал Кривий Ріг» — ст. Кривий Ріг | ПАТ «Північтранс»       |
| 33   | Автостанція «Інгулець» — Магазин «Козацький» — вул. Сєднєва — Дачна 1 — Дачна 2 — Управління «ІнГЗК» — Рудник — Рудник «ІнГЗК» — вул. Нова — Піонертабір — Кар'єр — вул. Надії | ПАТ «Північтранс»       |
| 54   | РЗФ-1 — Управління ПівнГЗК — пл. України — Тернівський хлібозавод — Індустріальний коледж — 9-й квартал — вул. Грядкувата — пл. Кодацька — вул. Антона Ігнатченка — вул. Пляжна — Кінотеатр «Схід» — Тернівська гімназія — вул. Героїв Маріуполя — вул. Андрія Божка — м/н Даманський | ПАТ «Північтранс»       |
| 202  | м/н Східний-3 — м/н Східний-2 — вул. Лісового — вул. 21-ї бригади Національної гвардії — Школа — м/н Східний-1 — Тролейбусне депо № 2 — Автовокзал — вул. Героїв АТО — 1001 дрібниця — Дитяча лікарня № 2 — вул. Олександра Васякіна — вул. Дениса Комара — Державний Цирк — вул. Мистецька | ПАТ «Північтранс»       |
| 204  | ст. Кривий Ріг-Головний — вул. Володимирська — вул. Вернадського — Кінотеатр «Дружба» — на вимогу — Таксопарк — Площа Домнобудівників — 1001 дрібниця — вул. Героїв АТО — Автовокзал — Тролейбусне депо № 2 — вул. Івана Авраменка — вул. Павла Глазового — станція «Вечірній Бульвар» — бул. Вечірній — вул. Генерала Радієвського — пл. 30-річчя Перемоги — Сонячна Галерея — Міська лікарня № 2 — станція «Міська лікарня» — м/н Сонячний — станція «Сонячна» — м/н 5-й Гірницький — бул. Миколи Вороного — Кафе «Степове» — 173 квартал — Автотранспортний коледж — Міська лікарня № 9 | ПАТ «Північтранс»       |
| 206  | Державний Цирк — вул. Дениса Комара — вул. Олександра Васякіна — Дитяча лікарня № 2 — Магазин «Промінь» — Площа Домнобудівників — Таксопарк — на вимогу — вул. Кокчетавська — Кінотеатр «Дружба» — вул. Гайдамацька — 5-й км — 6-й км — 7-й км — Будка — на вимогу — Військове містечка — ж/м Калініне | ПАТ «Приват-Автотранс»  |
| 211  | Площа Захисників України — Криворізький центральний ліцей — Центральний ринок — вул. Балхашська — Шахтопрохідка — пр. Героїв-підпільників — Міська лікарня № 1 — 1-й міський телеканал — Площа 95 квартал — Мудрьона — вул. Вільної Ічкерії — Визволителів Кривого Рогу — вул. Філатова — пл. Володимира Великого — Кінотеатр «Олімп» — Готель «Київ» — вул. Генерала Радієвського — пл. 30-річчя Перемоги — м/н Ювилейний — вул. Спаська — Ювілейна — вул. Співдружності — 173 квартал — Автотранспортний коледж — Міська лікарня № 9 — Шахтарська — КРЕС — Райвиконком — вул. Соколина — вул. Гранітна — м/н 4-й Зарічний — вул. Десантна — Криворізька академіїя патурльної поліції — Підстанція № 14 — вул. Електрозаводська — СШТ «Електрозаводська» — СТО — Дизельний завод — Електрозавод — Спецавтобаза — Сільська лікарня — ККХП № 2 — ст. Кривий Ріг-Сортувальний | ПП «Одіум-Престиж»      |
| 214  | м/н 5-й Гірницький — на вимогу — бул. Миколи Вороного — Кафе «Степове» — 173 квартал — вул. Співдружності — Ювілейна — вул. Спаська — м/н Ювилейний — пл. 30-річчя Перемоги — вул. Генерала Радієвського — Готель «Київ» — Кінотеатр «Олімп» — пл. Володимира Великого — вул. Філатова — Визволителів Кривого Рогу — вул. Вільної Ічкерії — Мудрьона — Площа 95 квартал — 1-й міський телеканал — Міська лікарня № 1 — пр. Герїв-підпільників — Шахтопрохідка — вул. Балхаська — Центральний ринок — Криворізький центральний ліцей — Площа Захисників України | ПАТ «Північтранс»       |
| 220  | Автовокзал — ТРК «Рудана» — Університетська — 97 квартал — 96 квартал — Площа 95 квартал — Центр надання адміністративних послуг — Редакція газети "Червоний гірник" — Стадіон Металург — вул. Вадима Гурова — вул. Дениса Комара — Дзержинський РОВД — Авторинок «Термінал» — ПАТ «АрселорМіттал Кривий Ріг» — ст. Кривий Ріг — Криворізька гімназія №15 ім. М. Решетняка — Закалад культури "Народний Дім" — Трампарк — вул. Галахівська — житловий масив Шевченко — вул. Польова — вул. Чумацький шлях — Руднична — Колективні сади — вул. Промениста — Ринок «ПівдГЗК» — пр. Південний — Амбулаторія №5 — Балка Іванівська — ПАТ «ПГЗК» |                         |
| 236  | Закалад культури "Народний Дім" — Криворізька гімназія №15 ім. М. Решетняка — ст. Кривий Ріг — ПАТ «АрселорМіттал Кривий Ріг» — Авторинок «Термінал» — Стадіон Металург — Редакція газети "Червоний гірник" — Центр надання адміністративних послуг — Площа 95 квартал — Мудрьона — вул. Вільної Ічкерії — Визволителів Кривого Рогу — вул. Філатова — пл. Володимира Великого — Кінотеатр «Олімп» — Готель «Київ» — вул. Генерала Радієвського — пл. 30-річчя Перемоги — м/н Ювилейний — вул. Спаська — Ювілейна — вул. Співдружності — 173 квартал — Автотранспортний коледж — Міська лікарня № 9 — Шахтарська — КРЕС — Райвиконком — вул. Соколина — вул. Гранітна — м/н 4-й Зарічний — вул. Десантна — Криворізька академіїя патурльної поліції — м/н 5-й Зарічний — ТК «Терра» — Ринок «Габро» — Кільце 129го кварталу — Студентська — Світанок — вул. Військового тилу — Універмаг — Спорткомплекс | ПАТ «Північтранс»       |
| 238  | м/н 4-й Зарічний — вул. Десантна — Криворізька академіїя патурльної поліції — м/н 5-й Зарічний — ТК «Терра» — Ринок «Габро» — Кільце 129го кварталу — Студентська — Світанок — вул. Військового тилу — Універмаг — Спорткомплекс — Палац культури ПАТ "ЦГЗК" — Міська лікарня № 16 — вул. Мусоргського — ст. Рокувата — Рудник ім. Рози Люксембург — вул. Сурикова — Шахта «Гвардійська» — Володимирский — Інтернат — вул. Самотічна — Міська лікарня № 8 — Магазин № 66 — вул. Горобинова — вул. Чарівна | ПАТ «Приват-Автотранс»  |
| 242  | Ринок «Босфор» — станція «Зарічна» — Кафе «Трактир» — Інтернат № 2 — Школа № 125 — Ринок «Габро» — Кільце 129го кварталу — Студентська — Світанок — вул. Військового тилу — Універмаг — Спорткомплекс — Палац культури ПАТ "ЦГЗК" — Міська лікарня № 16 — вул. Мусоргського — ст. Рокувата — Рудник ім. Рози Люксембург — вул. Сурикова — Шахта «Гвардійська» — Володимирский — Інтернат — вул. Самотічна — Міська лікарня № 8 — Площа Кільцева | ПАТ «Північтранс»       |
| 244  | Площа Захисників України — Криворізький центральний ліцей — Центральний ринок — вул. Кобилянського — вул. Пісочна — вул. Каховська — Трампарк — вул. Галахівська — житловий масив Шевченко — вул. Польова — вул. Чумацький шлях — Руднична — Колективні сади — вул. Промениста — Ринок «ПівдГЗК» — пр. Південний — Амбулаторія №5 — Балка Іванівська — с. Новоселівка — с. Латівка — с. Рахманівка — с. Степне |                         |
| 248  | вул. Карнавальна — на вимогу — вул. Миколи Світальського — на вимогу — Міська лікарня № 9 — Міська лікарня № 9 — Автотранспортний коледж — 173 квартал — вул. Співдружності — Ювілейна — вул. Спаська — м/н Ювилейний — пл. 30-річчя Перемоги — вул. Генерала Радієвського — Готель «Київ» — Кінотеатр «Олімп» — пл. Володимира Великого — вул. Філатова — Визволителів Кривого Рогу — вул. Вільної Ічкерії — Мудрьона — Площа 95 квартал — Центр надання адміністративних послуг — Редакція газети "Червоний гірник" — Стадіон Металург — Авторинок «Термінал» — ПАТ «АрселорМіттал Кривий Ріг» — ст. Кривий Ріг — Криворізька гімназія №15 ім. М. Решетняка — Закалад культури "Народний Дім" — Трампарк — вул. Галахівська — житловий масив Шевченко — вул. Польова — вул. Чумацький шлях — Руднична — Колективні сади — вул. Промениста — Ринок «ПівдГЗК» — пр. Південний — Амбулаторія №5 — Балка Іванівська — ПАТ «ПГЗК» | ПП «Одіум-Престиж»      |
| 254  | Спорткомплекс — Палац культури ПАТ "ЦГЗК" — Міська лікарня № 16 — вул. Мусоргського — ст. Рокувата — Рудник ім. Рози Люксембург — вул. Сурикова — ПТУ — СУ-453 — Підстанція № 8 — с. Краматорівка — с. Глеюватка — Насосна станція — Руднік — Кислородний цех — Управління ЦГЗК — СУ-216 — с. Мирівське — вул. Квіткова — ПАТ «ЦГЗК» | ПАТ «Північтранс»       |
| 266  | Площа Захисників України — Криворізький центральний ліцей — Центральний ринок — вул. Кобилянського — вул. Пісочна — вул. Каховська — Трампарк — вул. Галахівська — житловий масив Шевченко — вул. Польова — вул. Чумацький шлях — Руднична — Колективні сади — вул. Промениста — Ринок «ПівдГЗК» — пр. Південний — Амбулаторія №5 — Балка Іванівська — ПАТ «ПГЗК» | ПАТ «Північтранс»       |
| 278  | ст. Кривий Ріг-Головний — вул. Володимирська — вул. Вернадського — Кінотеатр «Дружба» — на вимогу — Таксопарк — Площа Домнобудівників — Темп — ТРК «Рудана» — Університетська — 97 квартал — 96 квартал — Площа 95 квартал — Центр надання адміністративних послуг — Редакція газети "Червоний гірник" — Стадіон Металург — Авторинок «Термінал» — ПАТ «АрселорМіттал Кривий Ріг» — ст. Кривий Ріг — Криворізька гімназія №15 ім. М. Решетняка — Закалад культури "Народний Дім" — Трампарк — вул. Галахівська — житловий масив Шевченко — вул. Польова — вул. Чумацький шлях — Руднична — Колективні сади — вул. Промениста — Ринок «ПівдГЗК» — пр. Південний — Амбулаторія №5 — ПАТ «ПГЗК» | ПАТ «Північтранс»       |
| 281  | вул. Карнавальна — на вимогу — вул. Миколи Світальського — на вимогу — Міська лікарня № 9 — Міська лікарня № 9 — Автотранспортний коледж — 173 квартал — вул. Співдружності — Ювілейна — вул. Спаська — м/н Ювилейний — пл. 30-річчя Перемоги — вул. Генерала Радієвського — Готель «Київ» — Кінотеатр «Олімп» — пл. Володимира Великого — вул. Філатова — Визволителів Кривого Рогу — вул. Вільної Ічкерії — Мудрьона — Площа 95 квартал — Центр надання адміністративних послуг — Редакція газети "Червоний гірник" — Стадіон Металург — Авторинок «Термінал» — ПАТ «АрселорМіттал Кривий Ріг» — ст. Кривий Ріг — Криворізька гімназія №15 ім. М. Решетняка — Закалад культури "Народний Дім" — Трампарк | ПАТ «Північтранс»       |
| 291  | Універмаг — вул. Ватуніна — Шахта «Ювілейна» — ст. Рокувата — ст. Рокувата — Рудник ім. Рози Люксембург — вул. Сурикова — Шахта «Гвардійська» — Володимирский — Інтернат — вул. Самотічна — Міська лікарня № 8 — Магаизн № 66 — вул. Центральна — Навчальний комбінат — вул. Василя Шкляра — вул. Аліма Солониченка — Веселі Терни — вул. Канадська — ДФ-3 ПАТ «ПівнГЗК» — вул. Криворізьких рятувальників — Першотравневий — Автостанція «Терни» — вул. Пляжна — Кінотеатр «Схід» — Тернівський райвиконком — 9-й квартал — Індустріальний коледж — Тернівський хлібозавод — пл. України — Управління ПівнГЗК — РЗФ-1 | ПАТ «Північтранс»       |
| 293  | Ресторан «Абсолют» — вул. 21-ї бригади Національної гвардії — Школа — м/н Східний-1 — Тролейбусне депо № 2 — Автовокзал — ТРК «Рудана» — на вимогу — КНУ — Редакція газети "Червоний гірник" — Плавальний басейн — вул. Соборності — вул. Володимира Бизова — Міська лікарня № 1 — пр. Герїв-підпільників — Шахтопрохідка — вул. Балхаська — Центральний ринок — Криворізький центральний ліцей — Площа Захисників України — вул. Петра Калнишевського — Фабрика «Поліграфіст» — вул. Українська | ПАТ «Північтранс»       |
| 300  | м/н Макулан — на вимогу — Готель «Братислава» — Кладовище — вул. Піхотинська — Миколаївське шосе — вул. Пожарського — Осички — на вимогу — станція Кривий Ріг-Західний — ж/м Нижня Антонівка — вул. Сил спеціальних операцій — вул. Верхня Антонівка — вул. Алексєєнко — вул. Мартіна Шимановського — вул. Старовокзальна — Автошкола — вул. Староміська — вул. Свято-Миколаївська — Райвиконком — вул. Українська — вул. Петра Калишевського — Площа Захисників України — Криворізький центральний ліцей — Центральний ринок — вул. Кобилянського — вул. Пісочна — вул. Вокзальна — ст. Кривий Ріг — ПАТ «АрселорМіттал Кривий Ріг» — авторинок «Термінал» — Стадіон Металург — Редакція газети "Червоний гірник" — Центр надання адміністративних послуг — Площа 95 квартал — 1-й міський телеканал — Міська лікарня № 1 — пр. Герїв-підпільників — Шахтопрохідка — вул. Балхаська — Центральний ринок — Криворізький центральний ліцей — Площа Захисників України — вул. Петра Калнишевського — Фабрика «Поліграфіст» — вул. Українська — Райвиконком — вул. Свято-Миколаївська — вул. Старовокзальна — Автошкола — вул. Старовокзальна — вул. Мартіна Шимановського — вул. Алексєєнко — на вимогу — вул. Верхня Антонівка вул. Сил спеціальних операцій ж/м Нижня Антонівка — станція Кривий Ріг-Західний — на вимогу — Осички — вул. Пожарського — Миколаївське шосе — вул. Піхотинська— Кладовище — Готель «Братислава» — на вимогу — м/н Макулан |                         |
| 300а | м/н Макулан — на вимогу — Готель «Братислава» — Кладовище — вул. Піхотинська — Миколаївське шосе — вул. Пожарського — Осички — на вимогу — станція Кривий Ріг-Західний — ж/м Нижня Антонівка — вул. Сил спеціальних операцій — вул. Верхня Антонівка — вул. Алексєєнко — вул. Мартіна Шимановського — вул. Старовокзальна — Автошкола — вул. Староміська — вул. Свято-Миколаївська — Райвиконком — вул. Українська — вул. Петра Калишевського — Площа Захисників України — Криворізький центральний ліцей — Центральний ринок — вул. Кобилянського — вул. Пісочна — вул. Вокзальна — ст. Кривий Ріг — ПАТ «АрселорМіттал Кривий Ріг» — авторинок «Термінал» — Стадіон Металург — Редакція газети "Червоний гірник" — Плавальний басейн — вул. Соборності — вул. Володимира Бизова — Міська лікарня № 1 — пр. Герїв-підпільників — Шахтопрохідка — вул. Балхаська — Центральний ринок — Криворізький центральний ліцей — Площа Захисників України — вул. Петра Калнишевського — Фабрика «Поліграфіст» — вул. Українська — Райвиконком — вул. Свято-Миколаївська — вул. Старовокзальна — Автошкола — вул. Старовокзальна — вул. Мартіна Шимановського — вул. Алексєєнко — на вимогу — вул. Верхня Антонівка вул. Сил спеціальних операцій ж/м Нижня Антонівка — станція Кривий Ріг-Західний — на вимогу — Осички — вул. Пожарського — Миколаївське шосе — вул. Піхотинська— Кладовище — Готель «Братислава» — на вимогу — м/н Макулан                     |                         |
| 314  | Міська лікарня № 2 — станція «Міська лікарня» — м/н Сонячний — станція «Сонячна» — Школа № 68 — Школа № 124 — на вимогу — бул. Миколи Вороного — Кафе «Степове» — 173 квартал — вул. Покровська — Кінотеатр «Юність» — вул. Дениса Фадеєва — Шахта «Батьківщина» — вул. Льотчиків — Визволителів Кривого Рогу — вул. Вільної Ічкерії — Мудрьона — Площа 95 квартал — 1-й міський телеканал — Міська лікарня № 1 — пр. Герїв-підпільників — Шахтопрохідка — вул. Балхаська — Центральний ринок — Криворізький центральний ліцей — Площа Захисників України — вул. Петра Калишевського — вул. Кривбасівська — вул. Черввеневва — Авіаколедж — Тарна база — Прохідна заводу «Констар» | ТОВ «Криворіжавтотранс» |
| 364  | м/н 5-й Гірницький — станція «Сонячна» — м/н Сонячний — станція «Міська лікарня» — Міська лікарня № 2 — Соняна Галерея — пл. 30-річчя Перемоги — вул. Генерала Радієвського — Готель «Київ» — Кінотеатр «Олімп» — пл. Володимира Великого — вул. Філатова — Визволителів Кривого Рогу — вул. Вільної Ічкерії — Мудрьона — Площа 95 квартал — Центр надання адміністративних послуг — Редакція газети "Червоний гірник" — Стадіон Металург — Авторинок «Термінал» — ПАТ «АрселорМіттал Кривий Ріг» — ст. Кривий Ріг — Криворізька гімназія №15 ім. М. Решетняка — Закалад культури "Народний Дім" | ПАТ «ДАТП 11205»        |
| 372  | Спорткомплекс — Універмаг — вул. Військоввого тилу — Світанок — Студентська — Кільце 129го кварталу — Ринок «Габро» — ТК «Терра» — м/н 5-й Зарічний — Криворізька академіїя патурльної поліції — вул. Десантна — м/н 4-й Зарічний — вул. Гранітна — вул. Соколина — Райвиконком — КРЕС — Шахтарська — Міська лікарня № 9 — Автотранспортний коледж — 173 квартал — вул. Співдружності — Ювілейна — вул. Спаська — м/н Ювилейний — пл. 30-річчя Перемоги — вул. Генерала Радієвського — Готель «Київ» — Кінотеатр «Олімп» — пл. Володимира Великого — вул. Філатова — Визволителів Кривого Рогу — вул. Вільної Ічкерії — Мудрьона — Площа 95 квартал — Центр надання адміністративних послуг — Редакція газети "Червоний гірник" — Стадіон Металург — Авторинок «Термінал» — ПАТ «АрселорМіттал Кривий Ріг» — ст. Кривий Ріг — Криворізька гімназія №15 ім. М. Решетняка — Закалад культури "Народний Дім" — Трампарк — вул. Галахівська — житловий масив Шевченко — вул. Польова — вул. Чумацький шлях — Руднична — Колективні сади — вул. Промениста — Ринок «ПівдГЗК» — пр. Південний — Амбулаторія №5 — вул. Йосипа Пачоського — Магазин «Астра» — вул. Збагачувальна | ПАТ «Північтранс»       |